# Juan Livingstone
Juan Henry Livingstone Eves (Los Andes, 7 de abril de 1889-Santiago, 1955) fue un arquitecto, periodista deportivo, futbolista y árbitro chileno.
Se le considera como uno de los pioneros del fútbol en Chile. En los primeros años del siglo XX se paseó por el país desarrollando las más diversas actividades en sus roles de futbolista, árbitro de fútbol y dirigente deportivo, además de ejercer periodista, juez de boxeo y productor de eventos deportivos.

## Familia
Juan Livingstone nació el 7 de abril de 1889 en la ciudad de Los Andes, en el seno de una familia de origen escocés.
Se casó con Anna Pohlhammer, con quien tuvo 2 hijos, Mario y Sergio Livingstone, destacado futbolista y comentarista deportivo.

## Carrera deportiva
Durante su adolescencia destacó como puntero izquierdo de Santiago National. En 1909, siendo ya futbolista, participó en el primer «desafío universitario», con jóvenes estudiantes de la Universidad de Chile y de la Universidad Católica, en donde Juan cursaba la carrera de arquitectura.
Tras su etapa de futbolista, Juan Livingstone inició una destacada labor como dirigente deportivo, promotor y árbitro de fútbol. En 1917 dirigió la final del Campeonato Sudamericano entre Argentina y Uruguay. Acompañó a la comitiva chilena participante en los Juegos Olímpicos de Ámsterdam 1928.
También fue periodista, cronista de la sección de deportes de El Diario Ilustrado, redactor de La Nación y de Los Tiempos e incluso, junto al actor Pedro Sienna, creó el periódico El Mundo. Además, fue fundador de la Asociación de Árbitros.

## Estadísticas

### Clubes
| Club              | País  | Año       |
| ----------------- | ----- | --------- |
| Santiago National | Chile | Años 1900 |